# Sandträsket (Nederluleå socken, Norrbotten)
Sandträsket är en sjö i Luleå kommun i Norrbotten och ingår i Luleälvens huvudavrinningsområde.